# Calathea subtilis
Calathea subtilis är en strimbladsväxtart som beskrevs av Spencer Le Marchant Moore. Calathea subtilis ingår i släktet Calathea och familjen strimbladsväxter. Inga underarter finns listade.